# Linda Bosch
Linda Bosch (* 15. Oktober 1983 in Stuttgart) ist eine deutsche Filmeditorin.

## Leben
Nach ihrem Abitur im Jahr 2003 begann Bosch eine Ausbildung zur Medienassistentin für Bild und Ton an der Akademie Werbung Grafik Druck in Hamburg. 2009 wechselte sie nach Stuttgart, wo sie Filmschnitt an der Filmakademie Baden-Württemberg zu studieren begann. Ihr Abschlussfilm im Jahr 2016 war Sebastian Hilgers Wir sind die Flut.
Bosch lebt in Berlin und ist Mitglied im Bundesverband für Filmschnitt Editor (BFS).

## Filmografie (Auswahl)
- 2014: Rheingold – Gesichter eines Flusses (Dokumentarfilm)
- 2016: Wir sind die Flut
- 2016: Die Hannas
- 2017: Back for Good
- 2017: Nur Gott kann mich richten
- 2020: Tatort: Die goldene Zeit
- 2021: Dengler: Kreuzberg Blues
- 2022: Wunderschön
- 2022: Einfach mal was Schönes
- 2022: Tatort: Schattenleben
- 2023: Was wir fürchten (Miniserie, 6 Folgen)
- 2025: Wunderschöner